# Samoeng (huyện)
Samoeng (tiếng Thái: สะเมิง) là một huyện (amphoe) của tỉnh Chiang Mai phía bắc Thái Lan.

## Địa lý
Các huyện giáp ranh (từ phía bắc theo chiều kim đồng hồ) là Mae Taeng, Mae Rim, Hang Dong, Mae Wang, Mae Chaem của tỉnh Chiang Mai và Pai của tỉnh Mae Hong Son.

## Lịch sử
Đơn vị hành chính này được lập năm 1902, ban đầu là một tiểu huyện (King Amphoe), sau đó được nâng thành huyện năm 1908. năm 1938 bị hạ xuống thành một tiểu huyện, sau đó được nâng thành huyện năm 1958.

## Hành chính
Huyện này được chia thành 5 phó huyện (tambon), các đơn vị này lại được chia thành 45 làng (muban). Samoeng Tai là một thị trấn (thesaban tambon), nằm trên một phần của tambon Samoeng Tai. Ngoài ra có 4 Tổ chức hành chính tambon (TAO).
| Số TT | Tên          | Tên tiếng Thái | Số làng | Dân số |  |
| ----- | ------------ | -------------- | ------- | ------ |  |
| 1.    | Samoeng Tai  | สะเมิงใต้        | 11      | 5.366  |  |
| 2.    | Samoeng Nuea | สะเมิงเหนือ      | 6       | 3.426  |  |
| 3.    | Mae Sap      | แม่สาบ          | 10      | 3.464  |  |
| 4.    | Bo Kaeo      | บ่อแก้ว          | 10      | 7.135  |  |
| 5.    | Yang Moen    | ยั้งเมิน          | 8       | 3.845  |  |